# KBA-3坦克炮
KBA-3是一門由乌克兰基輔砲兵武器設計局所研製、蘇梅機械製造科學生產聯合體MV伏龍與马雷舍夫工厂所生產的單管滑膛式坦克炮，是前苏联／俄罗斯2A46坦克炮的衍生型，設計上安裝在烏克蘭生產的T-84U、T-84 Oplot-M和T-80UD坦克以上，也可於現代化的裝甲車輛（例如T-64U）上使用，發射125毫米口徑滑膛炮彈。

## 歷史
2007年至2008年的環球金融危機，以及所致的2008年至2009年烏克蘭本身的金融危機和製造其炮管的情況變得複雜。最終在2009年春季，蘇梅機械製造科學生產聯合體MV伏龍宣布，放棄生產鑽桿和套管加權炮管行業，並解散ZUBVT。

## 設計細節
與原型2A46一樣，KBA-3坦克炮用以摧毀敵方坦克和其他裝甲目標，壓制和殺傷敵方火力和人力。
KBA-3坦克炮能夠發射以下類型的彈藥：
- 炮射飛彈（SD；9K112「眼鏡蛇」反坦克導彈、9M119「反射」式反坦克導彈）；
- 脫殼穿甲彈（APDS）；
- 高爆反坦克彈（HEAT）；
- 高爆榴霰彈（OFS）；和
- 高爆破片彈（OSHS）。

## 衍生型
- KBA-3：設計上安裝在T-80UD「白樺」、T-84和T-84 Oplot-M（BM「刀鋼」）主戰坦克以上。它也可以安裝在經現代化改進的T-62[1]和現代化的T-64與T-64BM「布拉特」以上。
- KBA-3K：設計上安裝在T-54和T-55現代化型主戰坦克以上。[5]

## 使用國
- 乌克兰
  - T-84
  - T-80UD

## KBA-3坦克炮規格
| 型號                                              | KBA-3                                            |
| 口徑                                              | 125毫米                                          |
| 類型                                              | 滑膛炮                                           |
| 後膛閉鎖系統                                      | 楔橫式                                           |
| 總長度                                            | 6,678毫米（262.61英吋，21.91英尺）               |
| 炮管長度                                          | 6,000毫米（236.22英吋，19.69英尺，炮膛：48倍徑） |
| 普通後座緩衝長度                                  | 260—300毫米（10.24—11.81英吋，0.85—0.98英尺）    |
| 最大後座緩衝長度（STOP）                          | 310毫米（12.2英吋，1.02英尺）                    |
| 換熱器的初始壓力                                  | 59—62公斤力／平方厘米                            |
| 剎車滑動部件數量                                  | 2                                                |
| 剎車滑動部件位置                                  | 對稱於炮管的中軸線                               |
| 回熱器數量                                        | 1                                                |
| 後座緩衝阻力                                      | 98,000公斤力                                     |
| 總重量                                            | 2,500千克（5,511.55磅）                          |
| 滑動部件重量                                      | 1,900千克（4,188.78磅）                          |
| 炮口初速（發射ZVBM17“芒果”時）                    | 1,700米／秒（5,577.43英尺／秒）                  |
| 槍機設計最大容許膛壓                              | 6,500公斤力／平方厘米                            |
| 槍機須承受膛壓（發射ZVBM17“芒果”時）              | 5,660公斤力／平方厘米（在t = 15℃）               |
| 水平分散（脫殼穿甲彈及高爆反坦克彈，2,000米距離） | 0.2米                                            |
| 垂直分散（脫殼穿甲彈及高爆反坦克彈，2,000米距離） | 0.2米                                            |

## 資料來源
1. 1 2 3 4 5  КБА-3 （页面存档备份，存于） / интернет-сайт "Army Guide"
2. ↑  А. Мазница. Уровень промышленности Украины позволяет решать любые задачи （页面存档备份，存于） // "Зеркало недели", № 14 от 4 апреля 1997
3. ↑  . Meshwar.   [2013-02-03]. （原始内容存档于2013-02-12）.
4. ↑  Григоришин продаст стволы （页面存档备份，存于） // "Укррудпром" от 8 мая 2009
5. ↑  КБА-3К （页面存档备份，存于） / интернет-сайт "Army Guide"

## 外部連結
- （英文）—Army Guide—
  - KBA-3 （页面存档备份，存于）
  - KBA-3K （页面存档备份，存于）